# 团伞蝇子草
团伞蝇子草（学名：Silene pseudofortunei）为石竹科蝇子草属的植物，是中国的特有植物。分布于中国大陆的四川、陕西等地，生长于海拔620米至1,300米的地区，多生于山地草坡及灌丛岩石上，目前尚未由人工引种栽培。